# Lou Gramm
Lou Gramm, narozen jako Louis Andrew Grammatico (* 2. května 1950 Rochester, New York, USA), je americký zpěvák a skladatel, známý jako zakládající člen skupiny Foreigner, se kterou hrál od jejího založení v roce 1976 až do roku 1990 a potom od roku 1992 do roku 2003.